# Teheran Challenger 2004
Il Teheran Challenger 2004 è stato un torneo di tennis facente parte della categoria ATP Challenger Series nell'ambito dell'ATP Challenger Series 2004. Il torneo si è giocato a Teheran in Iran dal 13 al 18 settembre 2004 su campi in terra rossa.

## Vincitori

### Singolare
Mariano Puerta ha battuto in finale  Melle Van Gemerden con il punteggio di 6–3, 6–4

### Doppio
Oliver Marach /  Jean-Claude Scherrer hanno battuto in finale  Frank Moser /  Jean-Michel Péquery con il punteggio di 6–0, 6–0